# IBM 5140 Convertible
IBM 5140 Convertible (5140 Convertible) је био преносиви рачунар фирме IBM који је почео да се производи у Сједињеним Америчким Државама од 1986. године.
Користио је Intel 80C88 као микропроцесор. RAM меморија рачунара је имала капацитет од 256 KB. 
Као оперативни систем кориштен је PC DOS 3.2.

## Детаљни подаци
Детаљнији подаци о рачунару 5140 Convertible су дати у табели испод.
|                       |                                                       |
| [ 1 ]                 |                                                       |
| Произвођач            |                                                       |
| Тип                   | преносиви рачунар                                     |
| Меморија              | 256 KB                                                |
| Поријекло             | Сједињене Америчке Државе                             |
| Година                | 1986                                                  |
| Тастатура             | пуни помак тастера                                    |
| Процесор              |                                                       |
| Фреквенција процесора | 4,77                                                  |
| RAM                   | 256 KB                                                |
| ROM                   | непознато                                             |
| Текст                 | 80 x 25                                               |
| Графика               | 640 x 200                                             |
| Боја                  | 10-инчни монохроматски показивач са текућим кристалом |
| Звук                  | уграђени звучник                                      |
| Димензије             | 5,5                                                   |
| Портови               |                                                       |
| Оперативни систем     |                                                       |